# Língua guerê
Guerê (Guéré), também chamada wè (Wee), é um idioma Kru falado por mais de 300 mil pessoas nas refgiões Dix-Huit Montagnes e Moyen-Cavally da Costa do Marfim.

## Fonologia
A fonologia de guerê (aqui o dialeto zagna do guerê Central/ wè meridional) é brevemente esboçada abaixo:

### Consoantes
Os fonemas consoantes são os seguintes:
|                | Bilabial | Bilabial | Labiodental | Labiodental | Labio-Velar | Labio-Velar | Alveolar | Alveolar | Palatal | Palatal | Velar | Velar | Velar Labializada | Velar Labializada |
| -------------- | -------- | -------- | ----------- | ----------- | ----------- | ----------- | -------- | -------- | ------- | ------- | ----- | ----- | ----------------- | ----------------- |
| Oclusiva       | p        | b        |             |             | k͡p          | ɡ͡b          | t        | d        | c       | ɟ       | k     | ɡ     | kʷ                | ɡʷ                |
| Implosiva      |          | ɓ        |             |             |             |             |          |          |         |         |       |       |                   |                   |
| Nasal Oclusiva |          | m        |             |             |             |             |          | n        |         | ɲ       |       |       |                   |                   |
| Fricativa      |          |          | f           | v           |             |             | s        | z        |         |         |       |       |                   |                   |
| Lateral        |          |          |             |             |             |             |          | l        |         |         |       |       |                   |                   |
| Aproximante    |          |          |             |             |             |             |          |          |         | j       |       |       |                   | w                 |

Os alofones de alguns desses fonemas incluem:
- [k͡m] é um alofone de /k͡p/  antes de vogal nasal
- [ŋ͡m] é um alofone de /ɡ͡b/  antes de vogal nasal
- [ŋʷ] é um alofone de /w/  antes de vogal nasal
- [ɗ] é um alofone de /l/ no início de palavra
- [r] é um alofone de /l/ depois de uma consoante coronal (alveolar ou palatal)

Além disso, enquanto as consoantes nasais  / m, n / contrastam com  / ɓ / e  / l / antes das vogais orais, sendo, portanto, fonemas separados, antes de vogal nasal apenas as consoantes nasais ocorrem.  / ɓ / e  / l / não ocorrem antes de vogal nasal, sugerindo que historicamente uma fusão fonêmica entre esses sons e os nasais  / m, n / pode ter ocorrido nesta posição.

### Vogais
Como muitas línguas da África Ocidental, o guerê faz um contraste entre a vogal com a raiz da língua avançada e a com a raiz da língua retraída. Além disso, as vogais nasais contrastam fonemicamente com as vogais nasais.
|                                                    | Oral      | Oral     | Nasal     | Nasal |
| Anterior                                           | Posterior | Anterior | Posterior |       |
| -------------------------------------------------- | --------- | -------- | --------- | ----- |
| Fechada (vogal com a raiz da língua avançada -ATR) | i         | u        | ĩ         | ũ     |
| Fechada (vogal com a raiz da língua retraída -RTR) | ɪ         | ʊ        | ɪ̃         | ʊ̃     |
| Medial (ATR)                                       | e         | o        |           | õ     |
| Medial (RTR)                                       | ɛ         | ɔ        | ɛ̃         | ɔ̃     |
| Aberta (RTR)                                       |           | a        |           | ã     |

### Tons
Guere é uma língua tonal e contrasta dez tons:
| Tome                    | IPA | Exemplo | Tradução          |
| ----------------------- | --- | ------- | ----------------- |
| Baixo                   | ˩   | ɡ͡ba˩    | "dispersar"       |
| Médio                   | ˧   | ɡ͡ba˧    | "destruir"        |
| Alto                    | ˦   | mɛ˦     | "morrer"          |
| Máximo                  | ˥   | ji˥     | "cheio"           |
| Baixo–Alto ascendente   | ˩˦  | ɡ͡bla˩˦  | "chapéu"          |
| Baixo–máximo ascendente | ˩˥  | k͡plɔ̃˩˥  | "banana"          |
| Médio–Alto ascendente   | ˧˦  | ɓlo˧˦   | "muro"            |
| Alto–máximo ascendente  | ˦˥  | de˦˥    | "irmão mais novo" |
| Alto–Baixo descendente  | ˦˩  | ɡ͡ba˩a˦˩ | "bode"            |
| Médio–Baixo descendente | ˧˩  | sre˧˩   | "pênis"           |